# Відкрита інформація
Відкри́та інформа́ція — інформація, що знаходиться у вільному публічному доступі, на противагу інформації з обмеженим доступом.

## Опис
Відкрита інформація характеризується:
- систематичною публікацією її в офіційних друкованих виданнях (бюлетенях, збірниках);
- поширенням засобами масової інформації;
- безпосереднім її наданням громадянам, державним органам та юридичним особам[1].

## У законодавстві України
Порядок та умови надання громадянам, державним органам, юридичним особам і представникам громадськості відомостей за запитами відкритої інформації встановлюються Законом України «Про інформацію», «Про доступ до публічної інформації» та договорами (угодами), якщо надання інформації здійснюється на договірній основі.
Обмеження права на одержання відкритої інформації забороняється законом. Переважним правом на одержання інформації користуються громадяни, яким ця інформація необхідна для виконання своїх професійних обов'язків.